# Perebea longepedunculata
Perebea longepedunculata är en mullbärsväxtart som beskrevs av C. C. Berg. Perebea longepedunculata ingår i släktet Perebea och familjen mullbärsväxter. Inga underarter finns listade i Catalogue of Life.